# التنافس بين الكابيتيين والبلانتاجنت
كان التنافس بين الكابيتيين والبلانتاجنت سلسلة من الصراعات والنزاعات امتدت لفترة 100 عام (1159-1259) حاربت خلالها أسرة كابيه، حكام مملكة فرنسا، أسرة بلانتاجينت (المعروفة أيضًا باسم أسرة أنجو)، حكام مملكة إنجلترا، لردع القوة المتنامية للإمبراطورية الأنجوفية التي يسيطر عليها أسرة بلانتاجينت. يشير بعض المؤرخين إلى هذه الأحداث بوصفها «حرب المائة عام الأولى».
كانت ملكيات الملوك الإنجليز القارية تُعد أكثر أهمية من ملكيات الجزر، وأكبر بكثير من ملكيات الملوك الفرنسيين، الذين كانوا مع ذلك سادة الملوك السابقين في ما يخص معظم الملكيات التي امتلكها الملوك الإنجليز في أوروبا القارية. كان الصراع، منذ عام 1159، فرنسيًا بصفة رئيسية:
- كانت السلالتان فرنسيتين.
- كان النبلاء الذين شكلوا الجيش الإنجليزي في الأساس من أصل فرنسي مع عدد قليل من الأجانب.
- كان جنود المشاة للملك الإنجليزي مجندين محليين في «فرنسا» (أنجو، وغويان، ونورماندي، وبريتاني، وغير ذلك).

شهد التنافس والحروب العديدة التي صاحبت ذلك «استعادة» الكابيتيين مملكتهم تدريجيًا. لم تكن السلطة الملكية الحقيقية لملك فرنسا قد عظمت بعد بالفعل، رغم أن سيادة سلالته قد امتدت إلى ما وراء جزء صغير من إيل دو فرانس، إلى ما يقرب من كامل أراضي فرنسا، بما فيها ثغور الإمبراطورية الرومانية المقدسة (السين، ومورفان، ووادي الرون) ناحية الشرق. بقي الملوك الإنجليز تابعين للملوك الفرنسيين حتى بعد انتهاء الصراع بمعاهدة باريس عام 1259، واستمر ذلك حتى معاهدة بريتيجني عام 1360.

## السياسة التوسعية لهنري الثاني
تسلم هنري الثاني، في عام 1150، دقية نورماندي من والده جيفري الخامس كونت أنجو، وعندما تُوفي في عام 1151، أصبح هنري كونت أنجو وماين.
أصبح هنري، في 18 مايو 1152، دوق آكيتين بحق زواجه من إليانور آكيتاين، وذلك بعد إلغاء زواجها الأول من لويس السابع ملك فرنسا في مجلس بيوجنسي. أنجب هنري من إليانور أطفالًا كثر.
جرى الاعتراف به كخليفة لستيفن ملك إنجلترا (ستيفن كونت بلوا قبل اعتلائه العرش)، بموجب معاهدة والينغفورد (أو معاهدة وينشستر)، في 6 نوفمبر 1153. اعتلى عرش إنجلترا تحت اسم هنري الثاني، بعد وفاة ستيفن في 25 أكتوبر 1154. توج، في يوم الأحد 19 ديسمبر، بدير وستمنستر.
أدخل هنري بعض الإصلاحات الدينية والتشريعية. عين توماس بيكيت مستشارًا في عام 1155.
استولى على منطقة توار، في عام 1156، وهو ما يعني سيطرته على الاتصالات بين شمال غرب وجنوب غرب فرنسا.
واصل سياسته التوسعية في عام 1159، فحاصر تولوز بمساعدة ريموند برانجيه الرابع كونت برشلونة وأمير أرغون. ساعد لويس السابع صهره ريمون الخامس كونت تولوز. انسحب هنري الثاني وضم جزءًا من كيرسي وقاورش.
توجد حادثتان شوهتا فترة حكمه على نحو كبير:
- الصراع مع المستشار السابق (توماس بيكيت). فقد عارض توماس بيكيت إلغاء الامتيازات الكنسية، بما فيها القضاء، وسلطة الكنيسة على ملك إنجلترا. أضعف اغتيال رئيس أساقفة كانتربيري، في كاتدرائيته عام 1170، من قبل الفرسان الذين سعوا لإرضاء الملك، السلطة الملكية على نحو كبير.
- تقسيم أراضيه الكبيرة بين أبنائه. تمرد أبناؤه، ملك فرنسا، ووليام الأسد ملك اسكتلندا، وكونت بلوة، وكونت بولوني، وكونت فلاندر، ضده بمساعدة أمهم، وذلك حرصًا على الميراث. سجن وليام الأسد في عام 1174، وذلك بعد هزيمته في معركة النويك. سُجنت زوجته كذلك لفترة طويلة.

اكتسب هنري مكانة كبيرة في أوروبا. كان الملك الفرنسي الجديد فيليب الثاني أغسطس عازمًا على محاربة هنري الثاني، الذي هددت أراضيه الهائلة الملكية الكابيتية. تحالف ملك فرنسا مع أبناء هنري الثاني الناجين، ريتشارد الأول ملك إنجلترا، وجون ملك إنجلترا. كان على هنري الثاني، بموجب معاهدة أزاي لو ريدو 4 يوليو 1189، أن يعترف بابنه ريتشارد وريثًا وحيدًا. تُوفي بعد بضعة أيام فقط في قلعته شينون. دُفن في دير فونتفرود.